# Tête de Valpelline
Tête de Valpelline – szczyt w Alpach Pennińskich, w masywie Bouquetins. Leży na granicy między Szwajcarią (kanton Valais) a Włochami (region Dolina Aosty). Sąsiaduje z Dent d’Hérens i Tête Blanche. Szczyt można zdobyć ze schronisk Rifugio Aosta (2788 m) po stronie włoskiej lub Refuge des Bouquetins (2980 m) po stronie szwajcarskiej.